# Cryin'
«Cryin'» es una power ballad interpretada por la banda estadounidense de hard rock Aerosmith, escrita por Steven Tyler, coescrita por Joe Perry y Taylor Rhodes y producida por Bruce Fairbairn. Fue publicada por la empresa discográfica Geffen Records en junio de 1993 en los Estados Unidos y en octubre del mismo año en el Reino Unido como sencillo del 11°. álbum de estudio de la banda Get a Grip (1993).

## Video musical
El videoclip de la canción está dirigido por el director estadounidense Marty Callner. Esta es la primera aparición de la trilogía de videos de Aerosmith, protagonizados por Alicia Silverstone, quien en ese tiempo tenía 16 años, siendo las dos siguientes «Amazing» (1993) y «Crazy» (1994). En las partes del vídeo que aparece la banda fueron rodados en la Iglesia Congregacional Central en Fall River, Massachusetts. La trama del video se centra en la protagonista quien descubre que fue engañada por su novio, interpretado por Stephen Dorff.
En el video también tiene un cameo Josh Holloway, quien más tarde interpretaría a Sawyer en Lost, haciendo el papel de un muchacho que le roba el bolso a la protagonista.

## Premios
- MTV Video Music Award al Vídeo Musical del Año en 1994 ;[3]
- MTV Video Music Award por Elección del público en 1994 ;[3]
- MTV Video Music Award al mejor Vídeo de un Grupo en 1994 ;[3]

## Lista de canciones
| Sencillo en CD |                                  |          |  |
| N.º            | Título                           | Duración |  |
| 1.             | «Cryin'» (LP Version)            | 5:08     |  |
| 2.             | «Walk On Down» (LP Version)      | 3:39     |  |
| 3.             | «I'm Down» (LP Version)          | 2:20     |  |
| 4.             | «My Fist Your Face» (LP Version) | 2:20     |  |

## Posicionamiento en listas y certificaciones
| Listas (1993–1994)                      | Mejor posición |
| --------------------------------------- | -------------- |
| Alemania (Media Control AG)             | 7              |
| Austria (Ö3 Austria Top 40)             | 5              |
| Bélgica (Flandes) (Ultratop 50)         | 8              |
| Canadá (RPM Top Singes)                 | 8              |
| Dinamarca (IFPI)                        | 6              |
| Estados Unidos (Billboard Hot 100)      | 12             |
| Estados Unidos (Mainstream Rock Tracks) | 1              |
| Estados Unidos (Mainstream Top 40)      | 11             |
| Eurochart Hot 100                       | 7              |
| Francia (SNEP)                          | 6              |
| Irlanda (IRMA)                          | 20             |
| Noruega (VG-lista)                      | 1              |
| Países Bajos (Dutch Top 40)             | 7              |
| Polonia (Polish Singles Chart)          | 1              |
| Portugal (AFP)                          | 3              |
| Reino Unido (UK Singles Chart)          | 17             |
| Suecia (Sverigetopplistan)              | 3              |
| Suiza (Schweizer Hitparade)             | 4              |

| País           | Lista (1993)       | Posición |
| -------------- | ------------------ | -------- |
| Canadá         | RPM Top Singles    | 62       |
| Estados Unidos | Billboard Hot 100  | 60       |
| Países Bajos   | Nederlandse Top 40 | 59       |

| País     | Lista (1994)               | Posición |
| -------- | -------------------------- | -------- |
| Alemania | Offizielle Deutsche Charts | 78       |
| Bélgica  | Ultratop                   | 92       |
| Europa   | Eurochart Hot 100          | 42       |
| Suecia   | Sverigetopplistan          | 93       |
| Suiza    | Schweizer Hitparade        | 45       |

### Certificaciones
| País           | Organismo certificador | Certificación | Ref.   |
| -------------- | ---------------------- | ------------- | ------ |
| Alemania       | BVMI                   | Oro           | [ 29 ] |
| Estados Unidos | RIAA                   | Oro           | [ 30 ] |
| Noruega        | IFPI Noruega           | Oro           | [ 31 ] |
| Reino Unido    | BPI                    | Plata         | [ 32 ] |

#### Sucesión en listas
| Anterior: «Big Gun» de AC/DC                 | Mainstream Rock Tracks — Sencillo n.º 1 17 de julio de 1993-27 de agosto de 1993 | Siguiente: «What If I Came Knocking» de John Mellencamp       |
| Anterior: «Please Forgive Me» de Bryan Adams | VG-lista — Sencillo n.º 1 2.ª semana de 1994                                     | Siguiente: «All for Love» de Bryan Adams, Rod Stewart y Sting |